# Hippolytia
Hippolytia, rod višegodišnjeg bilja (ponekad bez stabljika) i manjih polugrmova iz porodice glavočika smješten u podtribus Artemisiinae. Postoji desetak vrsta, sve su iz Azije, od Kazahstana na istok do južne-sredsišnje Kine, uključujući Himalaje,
U Kini raste endemskih vrsta iz ovog roda.

## Vrste
1. Hippolytia crassicollum (Rech.f.) K.Bremer & Humphries
2. Hippolytia darvasica (C.Winkl.) Poljakov
3. Hippolytia delavayi (W.W.Sm.) C.Shih
4. Hippolytia desmantha C.Shih
5. Hippolytia dolichophylla (Kitam.) K.Bremer & Humphries
6. Hippolytia glomerata C.Shih
7. Hippolytia gossypina (C.B.Clarke) C.Shih
8. Hippolytia herderi (Regel & Schmalh.) Poljakov
9. Hippolytia kennedyi (Dunn) Ling
10. Hippolytia megacephala (Rupr.) Poljakov
11. Hippolytia nana (C.B.Clarke) C.Shih
12. Hippolytia schugnanica (C.Winkl.) Poljakov
13. Hippolytia senecionis Poljakov. ex Tzvelev
14. Hippolytia syncalathiformis C.Shih
15. Hippolytia tomentosa (DC.) Tzvelev
16. Hippolytia yunnanensis (Jeffrey) C.Shih

|  | Zajednički poslužitelj ima još gradiva o temi Hippolytia |
|  | Wikivrste imaju podatke o taksonu Hippolytia             |